# Romeo a Julie na vsi (opera)
Romeo a Julie na vsi (anglicky: A Village Romeo and Juliet) je opera v šesti obrazech skladatele Fredericka Deliuse z roku 1901. Libreto skladatele vychází z novely Romeo a Julie ve vsi švýcarského spisovatele Gottfrieda Kellera. Premiéra se konala v Komické opeře v Berlíně 21. února 1907.

## Děj

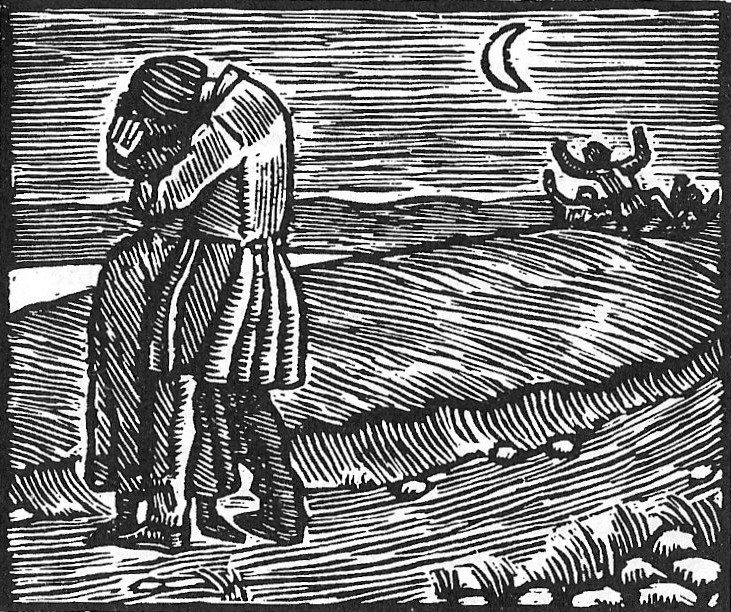
Sali a Vrenchen u řeky (dřevoryt Ernsta Würtenbergera, 1919)

Dva milující lidé z venkovských rodin, žijících v nepřátelství, se rozhodnou společně odejít. Šumař jim navrhuje, aby se k němu připojili a sdíleli tulácký život v horách. V závěru raději zvolí milenci smrt ve vlnách řeky, protože nemohou nalézt pochopení pro svůj vztah.

## Hlavní postavy
- Manz, statkář (baryton)
- Marti, statkář (bas)
- Sali, syn Manze (tenor)
- Vreni, dcera Martiho (soprán)
- Temný šumař (baryton)

## Nahrávky
- 1989 Helen Field (Vreli), Arthur Davies (Sali), Thomas Hampson (šumař), Stafford Dean (Marti), Barry Mora (Manz), Austrian Radio Symphony Orchestra, dirigent Sir Charles Mackerras, Decca 4750442
- 2002 Elizabeth Harwood (Vreli), Robert Tear (Sali), John Shirley-Quirk (šumař), Noel Mangin (Marti), Benjamin Luxon (Manz), Royal Philharmonic Orchestra, dirigent Meredith Davies, EMI 75785